# Baia Pataraia
Baia (Babutsa) Pataraia (ur. 22 marca 1982 w Tbilisi) – gruzińska prawniczka, feministka i działaczka na rzecz praw kobiet; wyróżnia się skandalicznymi wypowiedziami i performansami.

## Życiorys
Jest absolwentką Wydziału Prawa Międzynarodowego Uniwersytetu Państwowego w Tbilisi. Tytuł magistra uzyskała na Uniwersytecie Środkowoeuropejskim w Budapeszcie w 2006 roku. 

## Kariera
W 2008 Pataraia została wykładowczynią wizytującą na Uniwersytecie Państwowym w Tbilisi i na Wolnym Uniwersytecie w Tbilisi. 
W latach 2009–2013 pracowała w Ministerstwie Sprawiedliwości Gruzji. Tam pomogła w opracowaniu artykułu 126., który formalnie definiuje przestępstwo przemocy domowej w Gruzji. Jej praca obejmowała również zapewnienie, że molestowanie seksualne jest objęte ustawą o równości płci. Ostatecznie opuściła rząd, aby skupić się na aktywizmie w pełnym wymiarze godzin. 
Pracując nad rehabilitacją ofiar tortur w 2007 roku, została zwerbowana przez feministyczną aktywistkę Natalię Zazashvili do dołączenia do Sapari, rodzącej się organizacji praw człowieka w Gruzji. Sapari początkowo skupiał się na pomocy kobietom dotkniętym przemocą domową. Później została dyrektorką organizacji, a jej misja poszerzyłaby się o walkę o polityczne wzmocnienie pozycji kobiet i przeciwko dyskryminacji. Pataraia była mocno zaangażowana jako liderka ruchu feministycznego w swoim kraju od 2012 roku, kiedy zaczęła organizować się z Niezależną Grupą Feministek. Jak sama mówi, wczesne działaczki w Gruzji nie określały się wprost jako „feministki”, ale to się zmieniło na początku 2010 roku. W 2014 roku prowadziła ogólnokrajową kampanię przeciwko kobietobójstwom w odpowiedzi na wyraźny wzrost przemocy domowej. Jest także przewodniczącą Domu Praw Człowieka w Tbilisi i założycielką półformalnego Ruchu Kobiet Gruzińskich. Krytycy kwestionowali niezależność Pataraii jako aktywistki ze względu na jej wcześniejszą pracę w rządzie federalnym, ale twierdzi, że to doświadczenie uczyniło ją skuteczniejszą orędowniczką. Była także celem gróźb śmierci i napastowania ulicznego w swojej pracy.